# Mysletín
Mysletín (německy Misletin) je obec v okrese Pelhřimov v Kraji Vysočina. Žije zde 119 obyvatel. Západně od osady protéká Jankovský potok, který bývá označován jako jeden z pramenů řeky Želivky.

## Historie
První písemná zmínka o obci pochází z roku 1226.

## Obyvatelstvo
| Rok            | 1869 | 1880 | 1890 | 1900 | 1910 | 1921 | 1930 | 1950 | 1961 | 1970 | 1980 | 1991 | 2001 | 2011 | 2021 |
| -------------- | ---- | ---- | ---- | ---- | ---- | ---- | ---- | ---- | ---- | ---- | ---- | ---- | ---- | ---- | ---- |
| Počet obyvatel | 289  | 287  | 274  | 239  | 242  | 220  | 192  | 143  | 101  | 113  | 102  | 85   | 104  | 108  | 113  |
| Počet domů     | 27   | 39   | 29   | 38   | 36   | 37   | 32   | 34   | 27   | 30   | 32   | 34   | 33   | 37   | 36   |

## Obecní správa
Mezi lety 1869–1976 Mysletín byl obcí v okrese Německý Brod (1869–1900), poté v okrese Humpolec (1910–1950), a později v okrese Pelhřimov. Od 1. dubna 1976 do 30. června 1980 patřil jako část obce k Zachotínu. Od 1. července 1980 do 30. června 1990 patřil jako část obce k Mladým Bříštím a od 1. července 1990 je opět samostatnou obcí.

### Obecní symboly
Znak a vlajka byly obci uděleny rozhodnutím předsedy Poslanecké sněmovny Parlamentu České republiky dne 14. prosince 2018.